# Agneza Burgundska, vojvotkinja Akvitanije
Agneza Burgundska (francuski Agnès de Bourgogne; umrla 10. studenoga 1068.), znana i kao Agneza od Mâcona (Agnès de Mâcon), bila je francuska plemkinja, vojvotkinja Akvitanije i grofica Anjoua.
Njezina je majka bila grofica-vojvotkinja Ermentruda, kći grofa Renauda i Alberade, a otac joj je bio Oto-Vilim, grof Burgundije.
Godine 1019. Agneza se udala prvi put, za Vilima V. Akvitanskog, koji je znan i kao Vilim Veliki. Agneza mu je bila treća i posljednja supruga. Par je imao troje djece: Vilima VII. Akvitanskog, Vilima VIII. Akvitanskog i Agnezu.
Opatiji Cluny Agneza je dala mnoge darove.
Nakon smrti svog prvog muža, Agneza je polako počela gubiti utjecaj na dvoru u Poitiersu jer njezin najstariji sin nije bio nasljednik jer nije bio najstariji očev sin.
Agnezin drugi muž je bio Gotfrid II. Anžuvinski; vjenčali su se 1032. Nisu imali djece te su se razdvojili; Gotfrid je kasnije postao redovnik.

## Pokop
Agneza je pokopana u Poitiersu u opatiji koju je osnovala: opatiji svetog Nikole.